# Barret Jackman

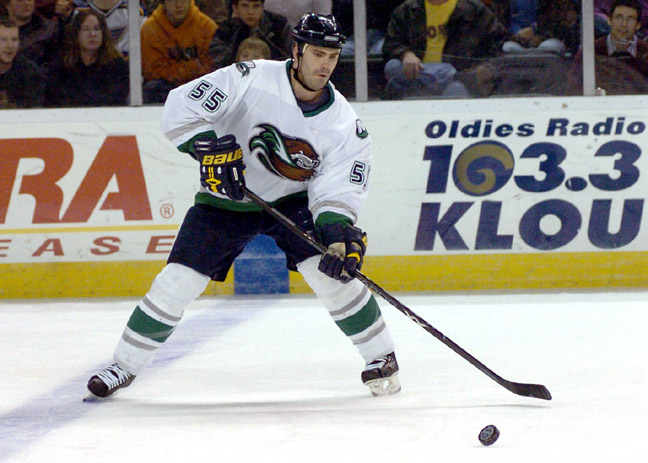
Barret Jackman v domácím dresu Missouri River Otters

Barret Jackman (* 5. března 1981 v Trail, Britská Kolumbie, Kanada) je bývalý kanadský hokejový obránce.

## Hráčská kariéra
Jako junior začínal v Regina Pats, kteří si ho vybrali z draftu v roce 1996 ze dvanáctého místa. Za Regina Pats se stal nejmladším kapitánem v historii týmu. V roce 1999 vedl kanadskou reprezentační osmnáctku jako kapitán. V létě 1999 byl draftován v NHL do klubu St. Louis Blues v prvním kole ze sedmnáctého místa. V juniorském klubu Regina Pats setrval další dva roky. Během tohoto období dvakrát reprezentoval kanadskou juniorskou reprezentaci v roce 2000 a 2001, ze kterých má dvě bronzové medaile, a v závěru sezóny 1999/2000 dostal šanci hrát dvě utkání v playoff, na farmě Blues v Worcester IceCats, který hraje ligu AHL.
Po juniorské štaci se zapojil do organizace Blues, ale sezónu 2001/02 odehrál převážně na farmě ve Worcesteru, ale v ročníku debutoval za Bluesmany. V sezoně 2002/03 hrával obranu Bluesmanů po boku veterána Ala MacInnise. Zatímco MacInnis převzal útočné povinnosti Jackman hrál obrannou roli a nasbíral 190 trestných minut. Byl nominován na trofej Calder Memorial Trophy a přes známé konkurence jako Henrik Zetterberg a Rick Nash nakonec trofej získal, i když zaznamenal pouhých 19 kanadských bodů, poměr vstřelených a obdržených branek týmu v hráčově přítomnosti na ledě měl +23 bodů.
V průběhu sezony 2003/04 si vykloubil levé rameno, musel vynechat sedmnáct zápasů. Po uzdravení si po pár zápasů opět obnovil zranění ramene a musel předčasně ukončit sezónu. 14. září 2004 prodloužil s klubem smlouvu o další tři roky za 4,5 miliónu dolarů. Stal se posledním chráněným volným hráčem na soupisce St. Louis. Během výluky NHL 2004/05 strávil v klubu Missouri Otters River hrající v UHL. Po výluce se vrátil zpět do St. Louis a nastupuje pravidelně za Bluesmany. Od sezóny 2006/07 nastupoval jako alternativní hráč. Při nepovedené sezóně 2006/07 nepostoupil tým do playoff, klub z trhu volných hráčů zajímali především získat zkušeného útočníka, poté prodloužili s Jackmanem, kterému končila smlouva, prodloužil o následující rok za 2,2 miliónu dolarů. V roce 2007 byl členem kanadské reprezentace a zúčastnil se tak mistrovství světa hrané v Rusku. S kanadským mužstvem se nakonec radovali ze zisku zlatých medailí.
V průběhu následující sezóny (2007/08) se s vedením Bluesmanů dohodli na prodloužení smlouvu o další čtyři roky za 14,4 mil. dolarů . Jackman byl i nadále jeden z hlavních postav v obranných řadách Bluesmanů. Poté, co mu vypršel kontrakt, se opět dohodl na prodloužení smlouvy, tentokrát na tři roky. Během zkrácené výluky v NHL 2012/13 nikde nehrál, poté co nakonec odstartoval zkrácený ročník NHL se připojil k týmu St. Louis Blues. V St. Louis Blues nakonec setrval až do vypršení smlouvy. Po téměř šestnácti letech v organizaci St. Louis Blues, změnil své první působiště v NHL. V St. Louis Blues odehrál nejvíce zápasů na pozici obránce a druhý jako hráč, před ním je o 124 zápasů Bernie Federko. 1. července 2015 se dohodl na dvouleté smlouvě s týmem Nashville Predators v hodnotě průměru 2 miliony dolarů za sezónu. V sestavě Predators hrával vždy v základní sestavě, dokonce si s týmem zahrál v playoff. Po roce stráveném v Nashville Predators, se vedení klubu rozhodlo jej vykoupit ze smlouvy, kterou měl platnou ještě na následující rok. Další angažmá již nenašel. Kariéru ukončil oficiálně 4. října 2016, ještě předtím podepsal smlouvu na pouhý jeden den se St. Louis Blues, aby se mohl rozloučit s kariérou jako člen Blues.

## Ocenění a úspěchy
- 2002 AHL – All-Rookie Team
- 2003 NHL – All-Rookie Team
- 2003 NHL – Calder Memorial Trophy

## Prvenství
- Debut v NHL – 14. dubna 2002 (Detroit Red Wings proti St. Louis Blues)
- První asistence v NHL – 17. října 2002 (St. Louis Blues proti Columbus Blue Jackets)
- První gól v NHL – 3. listopadu 2002 (New York Rangers proti St. Louis Blues, americkému brankáři Mike Richter)

## Klubové statistiky
| Sezóna       | Klub                    | Soutěž       |     | Základní část | Základní část | Základní část | Základní část | Základní část |   | Play off | Play off | Play off | Play off | Play off |
| Sezóna       | Klub                    | Soutěž       | Z   | G             | A             | B             | TM            | Z             | G | A        | B        | TM       |          |          |
| 1995–96      | Beaver Valley NiteHawks | KIJHL        | —   | —             | —             | —             | —             | —             | — | —        | —        | —        |          |          |
| 1996–97      | Beaver Valley Storm     | VIJHL        | 32  | 22            | 25            | 47            | 180           | —             | — | —        | —        | —        |          |          |
| 1997–98      | Regina Pats             | WHL          | 68  | 2             | 11            | 13            | 224           | 9             | 0 | 3        | 3        | 32       |          |          |
| 1998–99      | Regina Pats             | WHL          | 70  | 8             | 36            | 44            | 259           | —             | — | —        | —        | —        |          |          |
| 1999–00      | Regina Pats             | WHL          | 53  | 9             | 37            | 46            | 175           | 6             | 1 | 1        | 2        | 19       |          |          |
| 1999–00      | Worcester IceCats       | AHL          | —   | —             | —             | —             | —             | 2             | 0 | 0        | 0        | 13       |          |          |
| 2000–01      | Regina Pats             | WHL          | 23  | 9             | 27            | 36            | 138           | 6             | 0 | 3        | 3        | 8        |          |          |
| 2001–02      | St. Louis Blues         | NHL          | 1   | 0             | 0             | 0             | 0             | 1             | 0 | 0        | 0        | 2        |          |          |
| 2001–02      | Worcester IceCats       | AHL          | 75  | 2             | 12            | 14            | 266           | 3             | 0 | 1        | 1        | 4        |          |          |
| 2002–03      | St. Louis Blues         | NHL          | 82  | 3             | 16            | 19            | 190           | 7             | 0 | 0        | 0        | 14       |          |          |
| 2003–04      | St. Louis Blues         | NHL          | 15  | 1             | 2             | 3             | 41            | —             | — | —        | —        | —        |          |          |
| 2004–05      | Missouri River Otters   | UHL          | 28  | 3             | 17            | 20            | 61            | 3             | 0 | 0        | 0        | 4        |          |          |
| 2005–06      | St. Louis Blues         | NHL          | 63  | 4             | 6             | 10            | 156           | —             | — | —        | —        | —        |          |          |
| 2006–07      | St. Louis Blues         | NHL          | 70  | 3             | 24            | 27            | 82            | —             | — | —        | —        | —        |          |          |
| 2007–08      | St. Louis Blues         | NHL          | 78  | 2             | 14            | 16            | 93            | —             | — | —        | —        | —        |          |          |
| 2008–09      | St. Louis Blues         | NHL          | 82  | 4             | 17            | 21            | 86            | 4             | 0 | 1        | 1        | 5        |          |          |
| 2009–10      | St. Louis Blues         | NHL          | 66  | 2             | 15            | 17            | 81            | —             | — | —        | —        | —        |          |          |
| 2010–11      | St. Louis Blues         | NHL          | 60  | 0             | 13            | 13            | 57            | —             | — | —        | —        | —        |          |          |
| 2011–12      | St. Louis Blues         | NHL          | 81  | 1             | 12            | 13            | 57            | 9             | 0 | 1        | 1        | 21       |          |          |
| 2012‑13      | St. Louis Blues         | NHL          | 46  | 3             | 9             | 12            | 39            | 6             | 1 | 1        | 2        | 10       |          |          |
| 2013‑14      | St. Louis Blues         | NHL          | 79  | 3             | 12            | 15            | 97            | 6             | 1 | 2        | 3        | 6        |          |          |
| 2014‑15      | St. Louis Blues         | NHL          | 80  | 2             | 13            | 15            | 47            | 6             | 0 | 0        | 0        | 4        |          |          |
| 2015‑16      | Nashville Predators     | NHL          | 73  | 1             | 4             | 5             | 76            | 14            | 0 | 0        | 0        | 22       |          |          |
| Celkem v NHL | Celkem v NHL            | Celkem v NHL | 876 | 29            | 157           | 186           | 1102          | 53            | 2 | 5        | 7        | 84       |          |          |

## Reprezentace
| Rok                    | Tým                    | Soutěž                 | Z  | G | A | B | TM |
| ---------------------- | ---------------------- | ---------------------- | -- | - | - | - | -- |
| 2000                   | Kanada 20              | MSJ                    | 7  | 0 | 1 | 1 | 8  |
| 2001                   | Kanada 20              | MSJ                    | 7  | 0 | 3 | 3 | 10 |
| 2007                   | Kanada                 | MS                     | 9  | 0 | 2 | 2 | 6  |
| Juniorská reprezentace | Juniorská reprezentace | Juniorská reprezentace | 14 | 0 | 4 | 4 | 18 |